# Крёмер, Хуго Альфред
Хуго Альфред Крёмер (нем. Hugo Alfred Kroemer; 18 января 1888, Цвиккау — 20 февраля 1971, Грац) — германско-австрийский пианист и музыкальный педагог.
В 1911—1912 гг. преподавал в консерватории Данцига. Затем до 1937 г. профессор Консерватории Граца, где среди его учеников была, в частности, Грета фон Цириц. Одновременно в 1924—1937 гг. лидер фортепианного трио (на скрипке играл Артур Михль, виолончелисты менялись).
Лауреат музыкальной премии земли Штирия (1961), почётный член Штирийского союза музыкантов (1967).